# UGM-96 Trident I

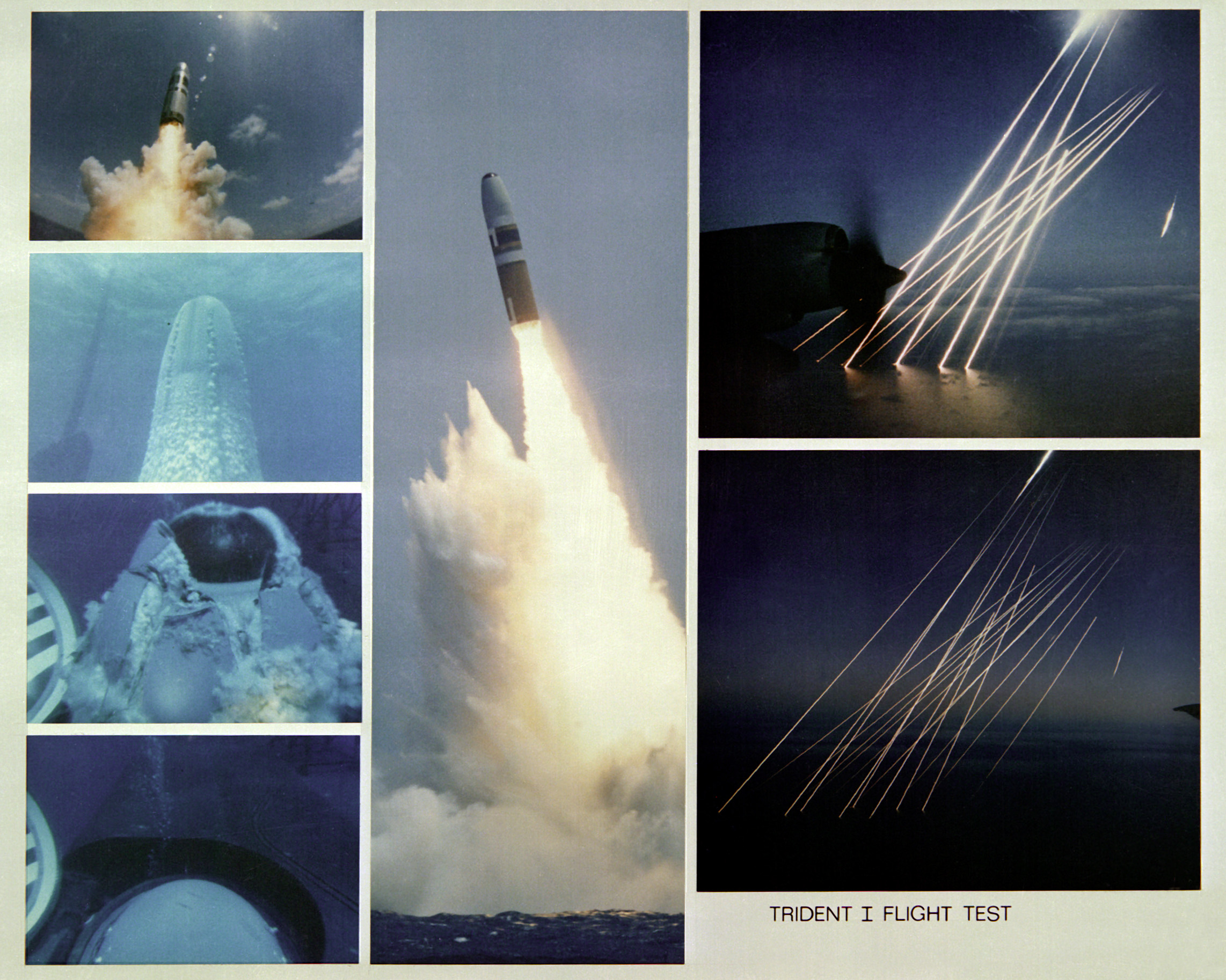
Koláž záběrů od cvičného vypuštění rakety Trident I až po návrat hlavic

UGM-96 Trident I (česky: trojzubec) byla podle amerického kódového označení balistická střela odpalovaná z ponorek (tzv. SLBM) a určená k útokům na pozemní cíle. Šlo o americkou třístupňovou balistická střelu s pohonem na tuhé palivo a doletem až 7400 km. Pro námořnictvo USA ji vyvinula společnost Lockheed Martin Space Systems. Trident nahradil starší rakety Poseidon C3 a sám byl později nahrazen balistickou raketou Trident II D5. Postaveno bylo přibližně 600 kusů raket Trident I. Všechny již byly vyřazeny.

## Vývoj

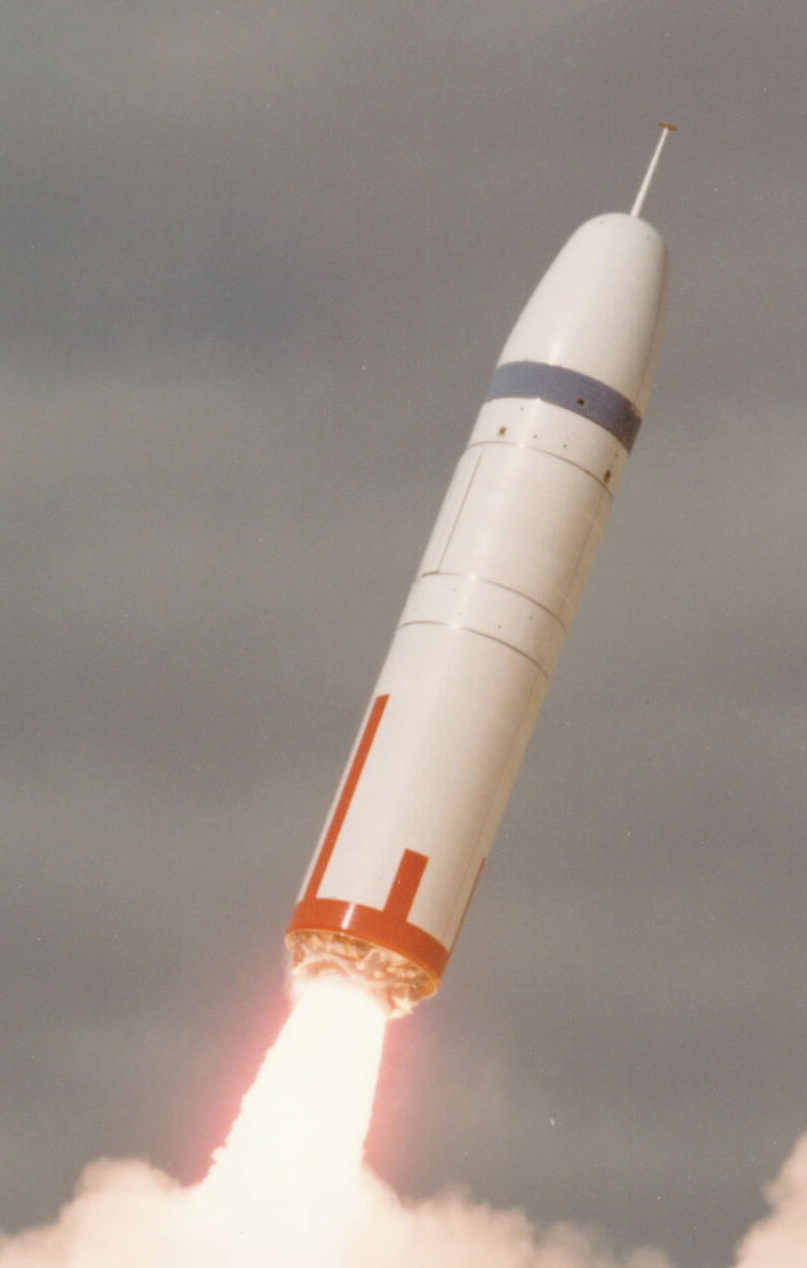
Trident I

Vývoj nové balistické rakety, která by měla výrazně větší dosah než Poseidon, začal v roce 1971 pod označením ULMS (Undersea Long-Range Missile System). Americké ponorky by díky ní již nebyly nuceny operovat v extrémních podmínkách Arktidy a mohly by také zasahovat cíle hluboko ve vnitrozemí SSSR. Lockheed navrhl program, který měl dvě fáze. Nejprve měla být vyvinuta značně vylepšená verze střely Poseidon s prodlouženým doletem a stejnými rozměry (EXPO - Extended-Range Poseidon). Tu by bylo možné používat z dosavadních raketových ponorek. Označení rakety Trident I C4 naznačovalo, že se jedná o další evoluci typu Poseidon C3. Ve druhé fázi měla být vyvinuta zcela nová a větší raketa UGM-133 Trident II D5, která by byla nasazena ze zcela nových ponorek třídy Ohio.
Díky použití nových konstrukčních materiálů a účinnějšího paliva se podařilo vytvořit třístupňovou raketu, která měla stejné rozměry jako dvoustupňový Poseidon. Dolet byl ještě zvýšen použitím teleskopického aerodynamického hrotu, který se vysunul během první urychlovací fáze. Na vzdálenost až 7400 km přitom mohla být dopravena vícenásobná bojová hlavice MIRV obvykle nesoucí osm jaderných hlavic W-76 o síle 100 kt TNT. Vylepšený řídící systém vylepšil přesnost zásahu rakety na 500 m. Každý návratový modul byl schopen v okruhu dosahu zasáhnout nezávislý cíl. Moduly, vstupující do atmosféry se značným násobkem rychlosti zvuku, za sebou zanechávají dobře viditelné stopy dráhy, někdy označované jako „prsty Boha“.

## Nasazení
První start Tridentu I proběhl v lednu 1977 na mysu Canaveral a první odpal z ponořené ponorky USS Francis Scott Key proběhl v červenci 1979. Tehdy musela být raketa pro nebezpečnou změnu kurzu zničena. Jelikož se vývoj raket Trident I podařilo dokončit ještě před dodáním nové generace ponorek třídy Ohio, bylo pro jejich nesení upraveno po šesti ponorkách tříd James Madison a Benjamin Franklin. Na palubě každé z nich bylo 16 raket. Prvních osm postavených jednotek třídy Ohio neslo 24 raket Trident I a všechny počínaje devátou jednotkou již nesly verzi Trident II.